# 所羅門群島國家足球隊
所羅門國家足球隊（Solomon Islands national football team）是所羅門群島的男子足球代表隊，並由所罗门群岛足球协会所管理。

## 球队介绍
球队在2004年的大洋洲國家盃(同時是2006年世界盃外圍賽)以2-2賽和澳洲，壓過比它實力強的新西蘭，出線第三圈的外圈賽及決賽，最終，所羅門群島在決賽中兩回合以11-1不敵澳洲获得亞軍，但這已是所罗门群岛参加大洋洲國家盃最佳的成績。另外，他們在第三圈的外圈賽中在兩回合以9:1被澳洲擊敗。
所罗门群岛12次参加了南太平洋运动会男足比赛，夺得过两银两铜的佳绩。

## 世界盃成績
- 1930年 至 1990年 - 未有參與
- 1994年 至 2018年 - 外圍賽

## 大洋洲國家盃成績
- 1973年 - 未有參與
- 1980年 – 分組賽
- 1996年 – 準決賽
- 1998年 - 外圍賽
- 2000年 – 季軍
- 2002年 – 分組賽
- 2004年 – 亞軍
- 2008年 - 外圍賽
- 2012年 – 殿軍

## 南太平洋运动会成绩
- 1963年 - 第四名
- 1966年 - 第一轮
- 1969年 - 第六名
- 1971年 - 未参加
- 1975年 - 铜牌
- 1979年 - 铜牌
- 1983年 - 第一轮
- 1987年 - 未参加
- 1991年 - 银牌
- 1995年 - 银牌
- 2003年 - 第一轮
- 2007年 - 第四名
- 2011年 - 銀牌